# Amblotherium
Amblotherium é um gênero extinto de mamífero do Jurássico Superior e Cretáceo Inferior. A espécie-tipo Amblotherium pusillum é da formação Lulworth [en], no sul da Inglaterra, enquanto a espécie referida Amblotherium gracile é das zonas estratigráficas 2, 3 e 5 da formação Morrison, nos EUA.